# Дачіана Сирбу
Дачіана Октавія Сирбу (рум. Daciana Octavia Sârbu; нар. 15 січня 1977, Арад) — румунський політик, юрист. Депутат Європейського парламенту з 1 січня 2007 від Соціал-демократичної партії (СДП), яка входить до Партії європейських соціалістів. До цього вона була членом Палати депутатів Парламенту Румунії від округу Арджеш з 2004. Вона є дочкою Іліє Сирбу, політика соціал-демократа, який працював міністром сільського господарства в уряді Адріана Нестасе і займав ту ж посаду в кабінеті Еміля Бока.

## Біографія
Закінчила юридичний факультет в Західному університеті Тімішоари, де вона здобула ступінь магістра в галузі комерційного права (2003). Також вона закінчила Національний коледж оборони в 2002 році, а пізніше зайнялась юридичною практикою.
У 1996 році Сирбу приєдналась до СДП, а в 2001 році стала радником органу контролю румунського прем'єр-міністра в кабінеті Нестасе. З 2003 року — статс-секретар у Міністерстві освіти і науки, а пізніше — глава Національного агентства у справах молоді. У її партії вона стала одним з лідерів молоді та жінок, беручи участь у Міжнародному союзі соціалістичної молоді, і бувши членом його з'їзду 2004 року.
Дружина колишнього прем'єр-міністра Румунії, Віктора Понти. У них є дочка.